# Шиколе
Шиколе (словен. Šikole) — поселення в общині Кидричево, Подравський регіон‎, Словенія.